# 阿霍科柳納山
15°29′33″S 71°40′29″W / 15.49250°S 71.67472°W
阿霍科柳納山（Ajo Colluna），是秘魯的山峰，位於該國南部阿雷基帕大區，由拉里區和圖蒂區負責管轄，屬於奇拉山脈的一部分，海拔高度5,255米。